# François Tong Hui
Pour les articles homonymes, voir Hui.
François Tong Hui, né le 15 août 1933 à Lintong (province du Shaanxi) et mort le 27 octobre 2016 à Taiyuan (province du Shaanxi), est un prélat catholique et dissident chinois. Emprisonné de 1965 à 1980 en raison de sa foi en Jésus-Christ et de sa fidélité au pape, il devient évêque coadjuteur de Xi'an de 1994 à 1999 puis évêque ordinaire du même siège de 1999 à 2010.

## Biographie
En septembre 1941, François Tong Hui entre au séminaire Sainte-Thérèse de Xi'an. Il est ordonné prêtre le 23 décembre 1956. En 1958, il est nommé curé de la paroisse du sud de Lintong. Mais, en mars 1965, il est emprisonné à cause de sa foi et de sa fidélité au pape. À sa libération quinze ans plus tard, en 1980, il est nommé curé de Guojiahao, puis en 1988 curé de Gongyi, dans le diocèse de Xi'an. En 1993, il devient ensuite vicaire général du diocèse de Yan'an. 
Le 19 mars 1994, il est consacré évêque coadjuteur du même diocèse. Enfin, le 28 décembre 1999, il succède à Mgr Joseph Wang Zhenye comme évêque en titre.
Il est alors responsable d'un diocèse d'une superficie d'environ 80.000 kilomètres carrés et de 20 paroisses, 33 prêtres diocésains, 2 communautés religieuses et environ 65.000 fidèles.
Le 30 septembre 2010, le pape Benoît XVI accepte sa demande de démission, formulée en raison de son âge avancé et de sa mauvaise santé.
Il meurt le 27 octobre 2016 à l'hôpital de Tangdu, à Taiyuan, où il était traité pour son infection pulmonaire. Il avait 83 ans. Selon l'agence Fides : « Mgr Tong Hui était très aimé de ses fidèles, qui ont reconnu en lui un berger zélé et attentionné. Son corps a été exposé à la vénération des fidèles jusqu'à la célébration de ses funérailles le 3 novembre ».